# Charles Victoire Emmanuel Leclerc
Charles Victoire Emmanuel Leclerc (Pontoise, 17 marzo 1772 – Tortuga, 2 novembre 1802) è stato un generale francese.

## Biografia

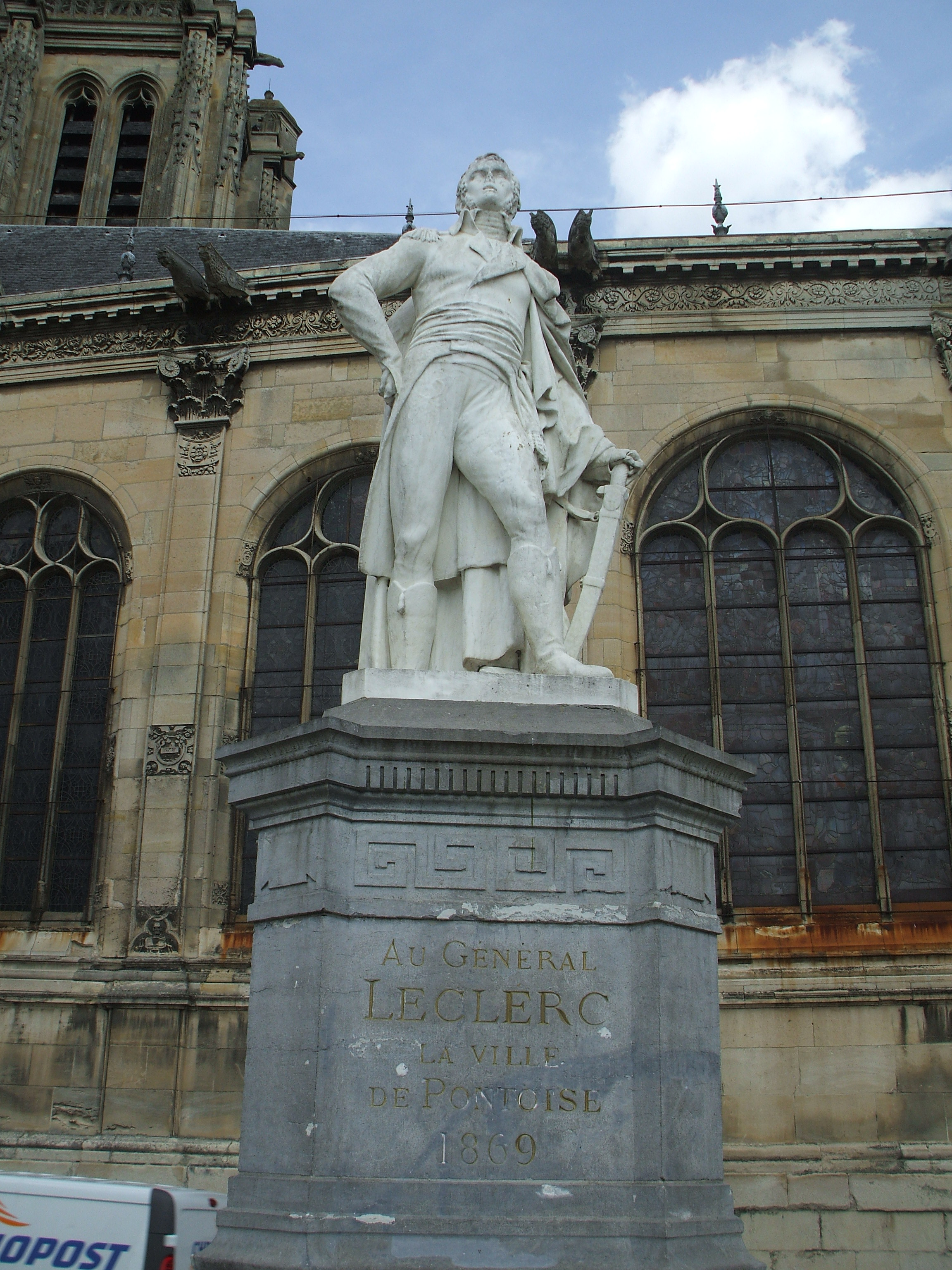
Statua di Leclerc a Pontoise

Era il figlio di un commerciante, Jean Paul Leclerc e di Marie Jeanne Louise Musquinet. Entrato volontario nell'esercito rivoluzionario francese come sottotenente nel 1791, combatté nell'armata del Reno. Combatté poi agli ordini del generale Dugommier nell'assedio di Tolone, ove divenne amico di Napoleone ed in seguito ne sposò la sorella Paolina (14 giugno 1797), con cui ebbe un figlio, Dermide Leclerc. Prese parte alla prima Campagna d'Italia a Castiglione e Rivoli, dove assieme al futuro generale Lasalle respinse la colonna austriaca presso Pontare, poi a Roma nel 1798 e divenne generale di divisione nel 1799. Tornato a Parigi lo stesso anno, partecipò al colpo di Stato del 18 brumaio, aiutando il cognato Napoleone (insieme all'altro futuro cognato Gioacchino Murat) a costringere il Consiglio dei Cinquecento ad eleggerlo Primo Console.
Venne inviato alla fine del 1801 a Saint-Domingue, dove sbarcò il 1º febbraio 1802 al comando di un contingente di 24.000 uomini, per combattere Toussaint Louverture, che aveva guidato la rivolta degli schiavi neri di Saint-Domingue (odierna Haiti), il nome degli ideali di libertà e uguaglianza della stessa Rivoluzione francese. L'operazione, pur a prezzo di ingenti perdite umane, riuscì: Toussaint Louverture venne tradotto prigioniero in Francia, ma Leclerc morì a Tortuga per aver contratto la febbre gialla. Lasciò alla moglie una grossa somma di denaro. Fu sostituito da Donatien-Marie-Joseph de Rochambeau. La bara fu ricondotta in Francia sullo Swiftsure, che il 16 gennaio 1803 fece il proprio ingresso nel porto di Tolone. Ebbe esequie solenni a Marsiglia e fu sepolto, secondo la sua volontà, a Montgobert, cittadina presso Soissons, di cui era originario.
Il suo nome è scritto sull'Arco di Trionfo, nel Pilastro ovest, colonna 34.